# Masdevallia misasii
Masdevallia misasii là một loài thực vật có hoa trong họ Lan. Loài này được Braas mô tả khoa học đầu tiên năm 1982.